# Gilpinia abieticola
Gilpinia abieticola is een vliesvleugelig insect uit de familie van de dennenbladwespen (Diprionidae). De wetenschappelijke naam van de soort is voor het eerst geldig gepubliceerd in 1894 door Dalla Torre.